# Jean-Pierre Cargol

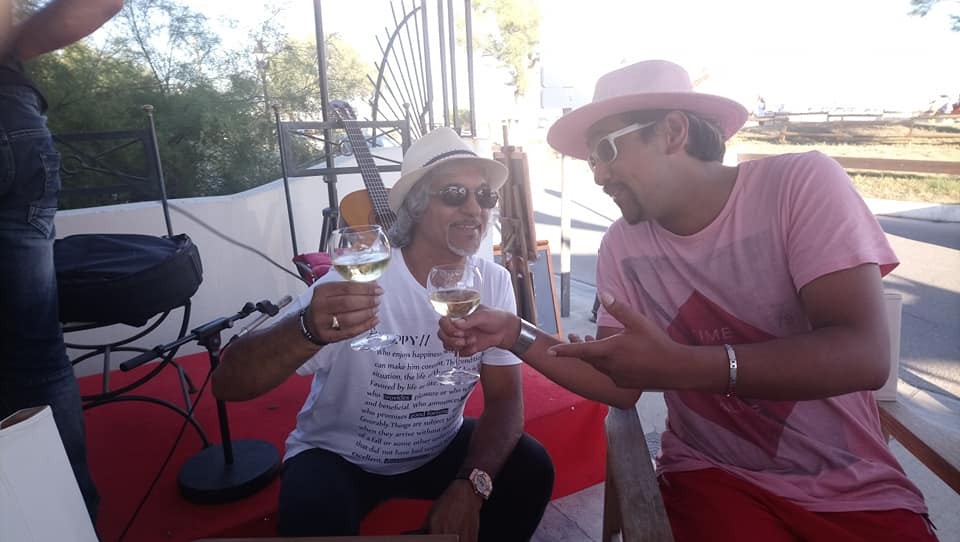

Jean-Pierre Cargol, còn được biết đến với biệt danh Rey, là một diễn viên, ca sĩ và nhạc sĩ người Pháp sinh ngày 24 tháng 5 năm 1957 tại Montpellier. Anh ta chủ yếu được biết đến vì đã đóng vai đứa trẻ Victor trong bộ phim của François Truffaut, sau đó là người hùng (1969).

## Tiểu sử

### Rạp chiếu phim
Vào năm 12 tuổi, Jean-Pierre Cargol trẻ tuổi được Jean-François Stévenin, lúc đó là quản lý phân phối, phát hiện, trong một trại giang hồ gần thành phố Montpellier. François Truffaut sau đó quyết định giao phó anh ta với vai trò của Victor, vai trò chính của bộ phim của ông L'Enfant Sauvage.

### Âm nhạc
Nghệ sĩ guitar và ca sĩ nhạc flamenco, Jean-Pierre Cargol biểu diễn nhiều năm trong các quán bar và nhà hàng âm nhạc ở vùng quê của ông, cùng với các nhạc sĩ khác. Anh thường biểu diễn trong nhà hàng Camargue ở Aigues-Mortes , căng tin mùa hè của người dân .